# Conraua beccarii
Conraua beccarii là một loài ếch trong họ Ranidae.
Nó được tìm thấy ở Eritrea và Ethiopia.
Các môi trường sống tự nhiên của chúng là các khu rừng vùng núi ẩm nhiệt đới hoặc cận nhiệt đới, đồng cỏ khô nhiệt đới hoặc cận nhiệt đới vùng đất thấp, đồng cỏ nhiệt đới hoặc cận nhiệt đới vùng đất cao, sông, và đầm nước ngọt. Loài này đang bị đe dọa do mất môi trường sống.